# 28. pehotni polk (Italija)
28. pehotni polk Pavia (izvirno italijansko 28º Reggimento fanteria) je pehotni polk (Kraljeve) Italijanske kopenske vojske.

## Zgodovina
Med prvo svetovno vojno je bil polk nastanjen na soški fronti, medtem ko je bil polk med drugo svetovno vojno (1940-42) nastanjen v Severni Afriki.